# Mercedes Gómez Morán
Mercedes Gómez-Morán Martínez (San Claudio (Oviedo), 29 de marzo de 1929-Arriondas, Asturias, 24 de julio de 2022) fue una pintora española, que en 2004 recibió la Medalla de Plata del Principado de Asturias, junto a otras seis artistas del país. 

## Trayectoria
Hija de la pintora María Luisa Martínez Vallina y de un empresario ovetense. Su primer maestro fue Eugenio Tamayo, en su ciudad natal. En 1952 se trasladó a Madrid, donde se formó en la Real Academia de Bellas Artes de San Fernando. Amplió su formación en París, en el atelier del post-cubista André Lhote y fue discípula de Jacques Filón, hermano del pintor y escultor Marcel Duchamp. Su primera muestra individual fue en 1957 en el Ateneo Jovellanos de Gijón. Su pintura, retratos, bodegones y paisajes, siguiendo las directrices cubistas, analiza la morfología del objeto y deconstruye el objeto en numerosos planos. Su obra puede verse en el Museo de Bellas Artes de Asturias.
Gómez-Morán formó parte del grupo juvenil La Strada, junto a otros artistas como Mariantonia Salomé, Adolfo Bartolomé García, Jesús Díaz, Zuco o Eduardo Úrculo.
Decana de las pintoras españolas, falleció a los 93 años en el Hospital de Arriondas (Asturias). 